# Shawn Bu

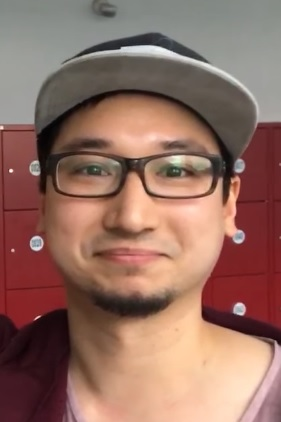
Shawn Bu (2017)

Shawn Bu (* 25. August 1986 in Aachen; als Shawn Budorovits) ist ein deutscher Filmregisseur, Kameramann, Filmeditor, Podcaster und Webvideoproduzent, der besondere Aufmerksamkeit durch sein Filmprojekt Darth Maul: Apprentice erhielt.

## Leben
Nach seinem Abitur an der Viktoriaschule Aachen studierte Shawn Bu von 2008 bis 2015 an der FH Aachen Kommunikationsdesign. Schon während seines Studiums war er als Regisseur tätig und arbeitete dabei von 2012 bis 2017 vor allem für t7Productions. Für seine Bachelorarbeit drehte Shawn Bu 2016 den Kurzfilm Darth Maul: Apprentice, wobei es sich um einen Fan-Fiction-Film der Star-Wars-Saga handelt. Der Film erreichte bereits nach wenigen Tagen über sechs Millionen Aufrufe auf YouTube. Eigenen Angaben zufolge erhielt Bu kurze Zeit später Anfragen aus Hollywood.
Shawn Bus Regiestil konzentriert sich auf das „visual Storytelling“, welches einen Fokus auf intensive Bild- und Kameragestaltung legt. In der Interviewreihe MasterCut benennt er die visuelle Filmgestaltung von Sergio Leone als sein großes Vorbild.
Zusammen mit seinem Bruder Julien Bam und mit Jannik Siebert ist er Gründer und Leiter der 2017 gegründeten Raw Mind Pictures GmbH. Ebenfalls mit seinem Bruder in der Hauptrolle erschien unter seiner Regie zum 21. Oktober 2021 die Netflix-Serie Life’s a Glitch, in der Julien Bam sich selbst spielt.
Shawn Bu betreibt den Podcast aus dem Off.

## Auszeichnungen
Für sein Video Darth Maul: Apprentice erhielt er 2016 den Webvideopreis Deutschland in der Kategorie Best Video of the Year. Zudem war selbiges für den Goldene Kamera Digital Award in der Kategorie #ViralerClip nominiert.

## Filmografie (Auswahl)
- 2011: Da Capo
- 2012: Blind Date
- 2012: Eye of the Panda
- 2012: Sonderfracht
- 2013: You Never Know
- 2015: Frau ohne Liebe
- 2016: Darth Maul: Apprentice
- 2016: DAT ADAM - Hydra 3D (Musikvideo)[12]
- 2021: Life’s a Glitch (Miniserie, 4 Folgen)
- 2021: HALO - A Hero's Journey
- 2022: Der letzte Song aus der Bohne (Kurzfilmreihe, 3 Teile)
- 2022: Der Letzte Song des Osterhasen (Kurzfilm)
- 2022: Santa der Boss: Ein Sturm zieht auf (Kurzfilm)
- 2023–2025: Der Mann im Mond (Kurzfilmreihe, 6 Teile)
- 2024: Das Geheimnis der Zahnfee (Kurzfilm)
- 2024: Der Sandmann und die Fieberdüne (Kurzfilm)